# Kanonkritik
Die Kanonkritik beschäftigt sich mit der Untersuchung des Prozesses der Zusammenstellung von Texten zu einer autoritativen Schriftensammlung (z. B. biblischer Kanon) sowie deren Funktion für die jeweilige Glaubensgemeinschaft. 

## Methodik
Die Reflexion der Kanonfrage ist eine hermeneutische Voraussetzung wissenschaftlicher Auseinandersetzung mit Heiligen Schriften. Das Verhältnis zum Text als kanonischer Schrift kristallisiert sich in zwei Aspekten:
- Warum wurde (und wird) dem Text Kanonizität zugestanden?
- In welchem Verhältnis steht der Rezipient des Textes zum Anspruch der Kanonizität?

Aus historischer Perspektive konzentriert sich die Frage auf die Umstände, unter denen heterogene Texte zu einer verbindlichen Sammlung mit Urkundencharakter zusammengestellt wurden (Judentum: um 100 n. Chr.; Christentum: Synode/Konzil von Laodicea, 363–364, Katholizismus offiziell Konzil von Trient, 1545; Islam: verbindliche Fassung des Korans durch Kalif Uthman ibn Affan, 7. Jahrhundert).
Charakteristisch für Schriften, die in einen Kanon aufgenommen werden, sind Merkmale, wie  
- die Akzeptanz des Textes als gültige Formulierungen grundlegender Gotteserfahrungen durch große Teile der Glaubensgemeinschaft
- das tatsächliche oder vermeintliche Alter einer Schrift
- ihre Verwendung im Gottesdienst
- oder ihre tatsächliche oder vorgebliche Abfassung durch einen anerkannten Autor (Zeitzeuge, Prophet).

Bei einzelnen Texten ist die Kanonizität zwischen verschiedenen Konfessionen und Religionsgemeinschaften umstritten (Apokryphen, deuterokanonische Schriften). Es gibt aber einen Kernbestand an Schriften der Bibel, deren Kanonizität unumstritten ist.
Zur Kanonkritik gehört schließlich die Frage, in welcher Weise der Kanon in der jeweiligen Glaubensgemeinschaft Autorität beansprucht. Im Judentum wird beispielsweise den Gesetzesvorschriften der Tora eine anderen Texten gegenüber herausragende Geltung zuerkannt. Der Protestantismus formuliert sein Bibelverständnis von Jesus Christus her. Im Katholizismus hingegen stehen Lehramt (Papst) und Tradition gleichgewichtig neben dem Zeugnis der Bibel.

## Geschichte
Als Begründer der Kanonkritik gilt der Theologe Johann Salomo Semler (1725–1791) mit seinem vierbändigen Werk Abhandlung von freier Untersuchung des Canon (1771–1775).